# 方順生
方順生（英語：Philip Fang Shun-sang，1941年3月28日—2013年11月3日），香港即時傳譯專家，1971年至1999年在聯合國從事即時傳譯工作，曾任中文傳譯科科長。
方順生是方振武家族成員，早年先後在香港、美國和英國接受教育。擔任聯合國中文傳譯科科長前，他在聯合國擔任過即時傳譯員和高級即時傳譯員等職，派駐美國紐約和瑞士日內瓦等地工作。1999年提早退休後，他回港負責照顧年老的母親方召麐，直到母親在2006年逝世為止。
方順生晚年備受腎病困擾，又與兄弟因母親的遺產分配出現爭執，此外，他曾在2011年發表公開言論支持經普選產生的香港行政長官必須愛國，而且還抨擊屬於泛民主派的二姊陳方安生是香港其中一名「四人幫」。2013年11月3日，懷疑因病厭世的方順生從寓所跳樓自殺身亡，終年72歲。

## 生平

### 早年生涯
方順生籍貫安徽壽縣，1941年3月28日生於香港。祖父方振武（1885年－1941年）是國民黨抗日名將，父親方心誥（1913年－1950年）是紡織品商人，而母親方召麐（1914年－2006年）是國畫大師，曾拜趙少昂和張大千等為師。他的叔父是著名骨科醫生方心讓爵士（1923年－2009年），堂妹方敏生曾任香港社會服務聯會行政總裁。方順生在家中八名兄弟姊妹中排行第四，各人皆有所成，其中長兄方曼生是律師、二姊陳方安生曾在香港政府擔任布政司和政務司司長，後來曾任立法會直選議員、七弟和八弟方慶生和方津生都是專科醫生。

### 海外發展
方順生幼時因戰亂隨家人返回中國大陸，至1948年因大陸主權易幟，舉家遷到香港定居。1950年，父親方心誥病逝，家境一度困頓，一家上下要靠他的祖母和叔父才得以維持。方順生早年入讀香港華仁書院，1960年中六畢業後，他曾與五弟方桂生到美國升學，隨後於1966年到英國薩里大學深造，主修語言，1970年獲理學士（B.Sc.）學位畢業。
從薩里大學畢業後，方順生在1971年以英籍身份加入聯合國傳譯部，同年，聯合國大會通過由中華人民共和國取代原本屬於中華民國的席位。方順生最初在美國紐約的聯合國秘書處任職即時傳譯員。1979年，他獲調到瑞士的聯合國日內瓦辦事處升任高級即時傳譯員，後來又成為中文傳譯科科長。他在傳譯部一任20年，到1999年因希望照顧年事已高的母親方召麐而申請提早退休。在聯合國任職前後28年的方順生，曾經在美國紐約和瑞士日內瓦等地工作和居住，多年來都在海外生活。他從事的傳譯工作主要包括中文、英文和俄文。

### 晚年生涯
方順生返回香港定居後，侍母以孝，一直到母親在2006年以92歲高齡逝世為止。其後，家族內部卻因為分配母親遺下的一些書畫和物業出現爭拗，在2011年，方順生與六弟方林生更發表公開聲明，指控長兄方曼生和八弟方津生侵吞母親遺產，雖然後來二姊陳方安生從中調停，但已造成兄弟間關係不睦。
此外，方順生的政治立場親中，與被視為泛民主派的二姊陳方安生相左，甚少公開論政的他曾在2011年公開撰文，支持經普選產生的香港行政長官必須愛國，更形容親姊陳方安生、李柱銘、黎智英和陳日君是香港「四人幫」，與由余若薇領導的公民黨挑戰特區政府，引起輿論關注。
晚年的方順生備受腎病困擾，又因喪母而大受打擊，患有情緒病，一度移居澳洲悉尼養病，其後返回香港獨居於東涌海堤灣畔，只由一名本地家傭照料其日常起居。2013年11月3日晚上約9時，懷疑因病厭世的方順生從寓所跳樓自殺，被鄰居發現和報警後，被送往仁濟醫院搶救，惟一小時後宣告不治，終年72歲。
方順生身後，他的五弟方桂生、七弟方慶生及其子方欣浩曾代表家族到葵涌公眾殮房認屍。方順生的喪禮在同年11月10日於香港殯儀館舉行，以天主教形式進行，十分低調，只有家族成員約70人出席，遺體隨後移奉火葬場火化。

## 個人生活
方順生與家人一樣信奉天主教，他與美籍華裔妻子Cynthia Fong育有兩名女兒。方順生晚年一人獨居香港，而妻女則在美國居住。方順生身後，他的妻子和其中一名女兒趕返香港出席喪禮，但另一名女兒因為分娩在即，無緣出席。方順生的興趣包括橋牌、國際象棋和運動。

## 注腳
1. 1 2 3 4 5 6 7 8 9 10 11  〈方順生跳樓亡〉（2013年11月5日）
2. 1 2 3 4 5 6 7 8  Greenfield (1992), p.182.
3. 1 2  〈與方曼生爆爭產糾紛〉（2013年11月5日）
4. 1 2 3  〈方順生與張國榮服同款藥〉（2013年11月6日）
5. ↑  Fang (2002), p.89.
6. 1 2 3  〈腎病抑鬱困擾、政見與姊分歧，陳太四弟方順生墮樓亡〉（2013年11月5日）
7. 1 2  Fang (20 September 2011)
8. 1 2  "Death of Philip Fang Shun-sang, brother of Anson Chan Fang On-sang" (5 November 2013)
9. 1 2  〈方順生遣教：特首須愛國〉（2013年11月6日）
10. 1 2 3 4  〈方順生本周日已出殯火化〉（2013年11月13日）

### 中文資料
- 〈方順生跳樓亡 （页面存档备份，存于）〉，《蘋果日報》，2013年11月5日。
- 〈與方曼生爆爭產糾紛 （页面存档备份，存于）〉，《蘋果日報》，2013年11月5日。
- 〈腎病抑鬱困擾、政見與姊分歧，陳太四弟方順生墮樓亡〉，《星島日報》，2013年11月5日。
- 〈方順生與張國榮服同款藥〉，《星島日報》，2013年11月6日。
- 〈方順生遣教：特首須愛國 （页面存档备份，存于）〉，《文匯報》，2013年11月6日。
- 〈方順生本周日已出殯火化 （页面存档备份，存于）〉，《蘋果日報》，2013年11月13日。

### 英文資料
- Greenfield, Stanley R., Who's who in the United Nations and related agencies. Omnigraphics, Inc., 1992.
- Fang, Sir Harry, Rehabilitation: A Life's Work （页面存档备份，存于）. Hong Kong: Hong Kong University Press, 2002.
- Fang, Philip, "Letter to the editor (SCMP) （页面存档备份，存于）", 20 September 2011.
- "Death of Philip Fang Shun-sang, brother of Anson Chan Fang On-sang （页面存档备份，存于）", South China Morning Post, 5 November 2013.

## 外部連結
- 方順生為亡母方召麐撰寫的悼文